# Olbrycht Czerski
Olbrycht (Wojciech) Czerski herbu Ogończyk – kasztelan chełmiński w latach 1643-1655, starosta bobrownicki w latach 1635-1655, starosta lipieński.
Poseł na sejm zwyczajny 1637 roku, sejm 1639 roku, sejm 1641 roku, sejm 1642 roku.
W 1648 roku był elektorem Jana II Kazimierza Wazy z województwa chełmińskiego.